# Larissa (Mond)
Larissa (auch Neptun VII) ist der fünftinnerste Mond des Planeten Neptun.

## Entdeckung und Benennung
Larissa wurde erstmals von den Astronomen Harold J. Reitsema, William B. Hubbard, Larry A. Lebofsky und David J. Tholen bei der Auswertung einer Sternbedeckung durch einen leichten Helligkeitsabfall des Sterns am 24. Mai 1981 entdeckt. Da Neptun selbst den Stern um eine andere Uhrzeit passierte, musste es sich um ein neues Objekt handeln. Larissa wurde zunächst für einen Ringbogen des Adams-Ringes gehalten. Dieser erst dritte bekannte Neptunmond erhielt die temporäre Bezeichnung S/1981 N 1. Diese Entdeckung wurde von der Internationalen Astronomischen Union (IAU) am 29. Mai 1981 bekanntgegeben, doch Larissa konnte seitdem nicht mehr beobachtet werden.
Beim Vorbeiflug der Raumsonde Voyager 2 im Sommer 1989 wurden fotografische Aufnahmen zur Erde gesandt und Larissa als einziges Objekt in ihrer Umlaufbahn bestätigt. Die offizielle (Wieder-)Entdeckung durch Stephen P. Synnott erfolgte um den 28. Juli 1989, am 2. August kam der Mond zu der zusätzlichen Bezeichnung S/1989 N 2.
Am 16. September wurde der Mond von der IAU nach der Nymphe Larissa benannt, nach der griechischen Mythologie einer Tochter des Königs Pelasgos und Geliebten des Poseidon.
Die eponymische Nymphe ist Namensgeber der gleichnamigen Stadt in Thessalien sowie der Burg auf der Halbinsel Peloponnes; der Name ist wahrscheinlich pelasgischer Herkunft. Im Unterschied zum Mond wurde der gleichnamige Asteroid nicht nach der Nymphe, sondern nach der griechischen Stadt benannt.

## Bahneigenschaften

### Umlaufbahn
Larissa umkreist Neptun auf einer prograden, fast perfekt kreisförmigen Umlaufbahn in einem mittleren Abstand von 73.548 km (ca. 2,970 Neptunradien) von dessen Zentrum, also 48.800 km über dessen Wolkenobergrenze. Die Bahnexzentrizität beträgt 0,0014, die Bahn ist 0,2° gegenüber dem Äquator von Neptun geneigt.
Die Umlaufbahn des nächstinneren Mondes Galatea ist 11.600 km von Larissas Orbit entfernt, die des nächstäußeren Mondes Hippocamp 31.735 km. Larissa ist der erste Mond außerhalb von Neptuns Ringsystem, dessen äußerster und auffälligster Adams-Ring mindestens 10.500 km von der Larissa-Bahn entfernt ist.
Larissa umläuft Neptun in rund 13 Stunden, 18 Minuten und 46 Sekunden. Da dies schneller ist als die Rotation des Neptun, geht Larissa vom Neptun aus gesehen im Westen auf und im Osten unter.
Der Mond bewegt sich innerhalb eines kritischen Abstandes, nahe der Roche-Grenze, in einer absinkenden Bahn um den Planeten und ist dabei starken Gezeitenkräften ausgesetzt. Der Mond wird irgendwann entweder zerrissen werden und sich zu einem Ring ausbilden oder aber in die Gasmasse des Neptun stürzen und dabei verglühen.

## Physikalische Eigenschaften
Larissa ist ein dunkler, unregelmäßiger Körper mit einer Ausdehnung von 216 km × 204 km × 168 km und damit der viertgrößte der bekannten Neptunmonde. Die Oberfläche zeigt sich stark verkratert und hat auch einige größere Krater aufzuweisen. Offenbar wurde der Mond durch keine geologischen Prozesse nach seiner Entstehung geformt. Es ist wahrscheinlich, dass Larissa zu den Rubble Piles gehört, die sich aus Fragmenten von ursprünglichen Monden locker zusammengesetzt haben, die auseinandergebrochen sind, nachdem Neptuns größter Mond Triton von Neptun auf eine anfänglich sehr exzentrische Bahn gezwungen wurde.

## Erforschung
Obschon die Existenz von Larissa bereits acht Jahre vor dem Voyager-2-Vorbeiflug vermutet wurde, gab es aufgrund der Priorität einer nahen Triton-Passage keine Naherkundung. Die Sonde passierte Larissa in 60.180 km Entfernung, was immerhin der zweitnaheste Vorbeiflug an einem Neptunmond war.
Seit dem Vorbeiflug wurde das Neptunsystem von erdbasierten Beobachtungen wie auch dem Hubble-Weltraumteleskop intensiv studiert. 2002–2003 beobachtete das Keck-Observatorium das System mittels adaptiver Optik, wobei Larissa wieder beobachtet werden konnte.